# Gizay
Gizay és un municipi francès situat al departament de la Viena i a la regió de la Nova Aquitània. L'any 2007 tenia 384 habitants.

## Demografia

### Població
El 2007 la població de fet de Gizay era de 384 persones. Hi havia 141 famílies de les quals 33 eren unipersonals (12 homes vivint sols i 21 dones vivint soles), 44 parelles sense fills, 52 parelles amb fills i 12 famílies monoparentals amb fills.
La població ha evolucionat segons el següent gràfic:
Habitants censats

### Habitatges
El 2007 hi havia 165 habitatges, 152 eren l'habitatge principal de la família, 6 eren segones residències i 7 estaven desocupats. 160 eren cases i 5 eren apartaments. Dels 152 habitatges principals, 106 estaven ocupats pels seus propietaris, 43 estaven llogats i ocupats pels llogaters i 3 estaven cedits a títol gratuït; 5 tenien dues cambres, 16 en tenien tres, 41 en tenien quatre i 90 en tenien cinc o més. 104 habitatges disposaven pel capbaix d'una plaça de pàrquing. A 64 habitatges hi havia un automòbil i a 85 n'hi havia dos o més.

### Piràmide de població
La piràmide de població per edats i sexe el 2009 era:
| Homes | Edats   | Dones |
| ----- | ------- | ----- |
| 0     | 95 o +  | 0     |
| 4     | 90 a 94 | 0     |
| 4     | 85 a 89 | 4     |
| 0     | 80 a 84 | 8     |
| 4     | 75 a 79 | 4     |
| 4     | 70 a 74 | 0     |
| 4     | 65 a 69 | 0     |
| 12    | 60 a 64 | 16    |
| 8     | 55 a 59 | 4     |
| 16    | 50 a 54 | 12    |
| 16    | 45 a 49 | 24    |
| 12    | 40 a 44 | 16    |
| 20    | 35 a 39 | 16    |
| 8     | 30 a 34 | 8     |
| 4     | 25 a 29 | 16    |
| 4     | 20 a 24 | 16    |
| 20    | 15 a 19 | 20    |
| 20    | 10 a 14 | 8     |
| 8     | 5 a 9   | 4     |
| 24    | 0 a 4   | 0     |

## Economia
El 2007 la població en edat de treballar era de 258 persones, 201 eren actives i 57 eren inactives. De les 201 persones actives 190 estaven ocupades (103 homes i 87 dones) i 11 estaven aturades (5 homes i 6 dones). De les 57 persones inactives 19 estaven jubilades, 20 estaven estudiant i 18 estaven classificades com a «altres inactius».

### Ingressos
El 2009 a Gizay hi havia 151 unitats fiscals que integraven 384,5 persones, la mediana anual d'ingressos fiscals per persona era de 18.020 €.

### Activitats econòmiques
Dels 11 establiments que hi havia el 2007, 1 era d'una empresa extractiva, 3 d'empreses de construcció, 1 d'una empresa de comerç i reparació d'automòbils, 1 d'una empresa d'hostatgeria i restauració, 1 d'una empresa financera, 3 d'empreses de serveis i 1 d'una empresa classificada com a «altres activitats de serveis».
Dels 4 establiments de servei als particulars que hi havia el 2009, 2 eren paletes, 1 lampisteria i 1 restaurant.
L'any 2000 a Gizay hi havia 17 explotacions agrícoles que ocupaven un total de 1.452 hectàrees.

## Equipaments sanitaris i escolars
El 2009 hi havia una escola elemental integrada dins d'un grup escolar amb les comunes properes formant una escola dispersa.

## Poblacions més properes
El següent diagrama mostra les poblacions més properes.